# Gestion immobilière
La gestion immobilière est la gestion appliquée aux immeubles, qu'ils soient résidentiels, commerciaux ou industriels. Cette gestion est grandement comparable à celle qui se pratique dans les autres domaines des affaires (voir gestion, management).

## La gestion locative
Consistant à confier la prise en charge de son bien immobilier à un intervenant extérieur (comme un administrateur de biens), la gestion immobilière locative concerne notamment  la gestion du loyer, la recherche de locataires, le traitement des documents administratifs et la gestion des conflits. 
La gestion locative doit respecter une durée déterminée entre le mandant et le mandataire mais elle ne peut excéder 30 ans.
Le savoir du professionnel permet un gain du temps pour le propriétaire ; en effet, le marché immobilier nécessite des connaissances sur le marché local, d'ordre juridique ou administratif que le propriétaire n'a pas forcément.

## La réglementation

### France
Une loi du 2 janvier 1970 dite « loi Hoguet » règlemente l'activité d'administrateur de biens, gérant d'immeuble. La gestion immobilière locative concerne notamment le bail d'habitation, le bail commercial, relativement à la gestion du loyer et à la recherche de locataires.
Elle institue les obligations suivantes : carte professionnelle, assurance de responsabilité, garantie financière.
Un décret du 20 juillet 1972 fixe les conditions d'application de cette loi.

### États-Unis
La plupart des États exigent que le gestionnaire immobilier soit un courtier immobilier licencié lorsqu'il perçoit des loyers, inscrit des propriétés à louer ou participe à la négociation des baux. Un gestionnaire immobilier peut être un agent licencié, mais généralement, il sera requis de travailler sous le couvert d'un courtier licencié. La plupart des États disposent d'un système en ligne de vérification des licences pour toute personne détenant une licence d'agent ou de courtier immobilier.  Quelques rares États, comme l'Idaho et le Maine, n'exigent pas de telles licences.
En général, les gestionnaires qui ne font que la gestion d'associations n'ont pas besoin d'une licence de courtier. Au Connecticut, cependant, une telle licence est exigée et d'autres États exigent que le gestionnaire d'association s'enregistre.

### Canada
La gestion immobilière se définit par un grand nombre d'activités qui ont trait à l'immobilier. La gestion immobilière dite classique est celle où le gestionnaire d'immeuble agit en tant que représentant du propriétaire du bien immeuble pour effectuer les activités de gestion. Le gestionnaire est alors impliqué au niveau du recouvrement des loyers, de l'entretien de l'immeuble, des appels de service, des documents contractuels, des baux, des rapports de gestion sur l'immeuble. Le cadre réglementaire change selon chaque province canadienne.

## Titres professionnels
L'association Building Owners & Managers Institute International (BOMI) décerne des titres qui certifient la formation acquise en gestion immobilière ainsi que l'Institute of Real Estate Management (IREM) :
- Real Property Administrator (RPA)
- Certified Property Manager (CPM)
- Facilities Management Administrator (FMA)
- Systems Maintenance Administrator (SMA)
- Systems Maintenance Technician (SMT)

## Logiciel
Un logiciel immobilier est une application informatique facilitant les tâches liées à l'activité de vente, location ou gestion de biens immobiliers.
Ce type de logiciel peut offrir diverses fonctions comme :
- Une gestion des produits à la vente et à location ;
- Une gestion des acquéreurs ;
- Des impressions de fiches publiques, privés ou vitrines au format PDF ;
- Partage des mandats entre agences ;
- Un webservice pour l'exportation des données.
- Diffusion sur des portails partenaires
- Relances automatiques
- Agenda partagé
- communication et partage entre agences immobilières
- Site internet de l'agence immobilière
- Hébergement, nom de domaine et adresses e-mails